# Регуляція експресії генів

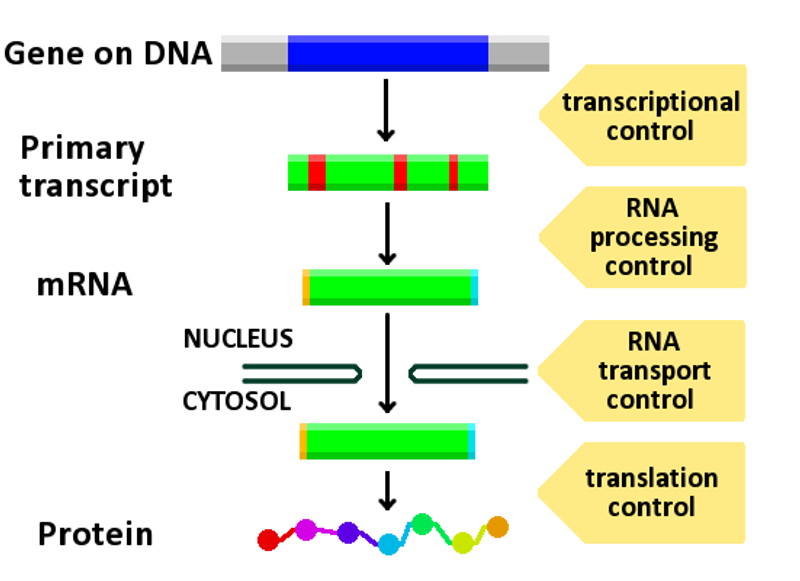
Діаграма, що показує, які етапи в процесі переносу інформації від ДНК до РНК до білків можуть зазнавати регуляції

Під регуляцією експресії генів мається на увазі складна сукупність молекулярних механізмів, завдяки яким клітини можуть збільшувати або зменшувати кількість продуктів експресії певних генів (РНК або білків) у відповідь на зміну зовнішніх умов і факторів. Регуляція експресії дозволяє існування різних фенотипів у клітин, що мають ідентичні геноми; це своєю чергою обумовлює гнучкість живих систем та можливість пристосування до зміни факторів середовища. Регуляція експресії генів відіграє ключову роль у таких біологічних явищах, як, наприклад, адаптація бактерій до нового середовища з альтернативним набором поживних речовин. Інформація, закодована в генах транскрибується в РНК, яка після відповідного процесингу транслюється на рибосомі у поліпептидний продукт (білок). Загалом, будь-яка з ланок цього процесу може бути регульована; тому прийнято розрізняти регуляцію генів на рівні транскрипції, регуляцію генів на рівні трансляції тощо.
Ключовою подією у дослідженні регуляції експресії генів стало відкриття лактозного оперону (lac оперону) в 1961 році Жаком Моно. Було показано, що група ензимів, які необхідні для метаболізму лактози, експресуються в бактеріях E. coli тільки в присутності лактози і відсутності основного джерела енергії — глюкози. Тобто на прикладі лактозного оперону було показано, як організми пристосовуються до несприятливих умов середовища, змінюючи набір генів, що експресуються в організмі в певний момент часу. 
В багатоклітинних організмах, завдяки регуляції експресії генів відбуваються такі складні явища, як клітинна диференціація та морфогенез. Як правило, ініціатором змін в експресії генів є активація певних рецепторів. 

## Регуляція на різних рівнях
Кожен з етапів на шляху експресії генів може бути певним чином врегульований, від транскрипції ДНК до посттрансляційного етапу. Далі наведений список ключових рівнів регуляції. Слід зазначити, що з-поміж них найбільш активно регульованим рівнем є транскрипційний.
- Організація та ремоделювання хроматину
- Транскрипція
- Транспорт, процесинг та деградація мРНК
- Трансляція
- Посттрансляційні модифікації

## Регуляція на рівні хроматину
В еукаріотах, доступ факторів транскрипції та РНК-полімераз до ДНК залежить від локальної структури хроматину, яка своєю чергою може бути змінена метилюванням ДНК, некодуючими РНК а також ДНК-взаємодіючими білками. Ці фактори поодинці, а також в поєднанні здатні зменшити експресію генів.

### Структурна регуляція
Як правило, ступінь спакованості (конденсації) певних ділянок хроматину впливає на рівень експресії генів, які в них розташовані. Розрізняють еухроматин (розконденсовані ділянки з великою інтенсивністю транскрипції) та гетерохроматин (сконденсовані ділянки з низькою інтенсивністю транскрипції генів). Пакування ДНК у вигляді комплексів з гістонами у нуклеосоми можуть становити перешкоду для транскрипції генів. Тому важливу роль у процесі регуляції експресів генів на рівні хроматину відіграють системи ремоделювання хроматину. 

### Хімічна регуляція
Метилювання ДНК  часто спричиняє припинення експресії збережених в ній генів. Метилювання ДНК відбувається за участю метилтрансфераз, які в першу чергу метилюють залишки цитозину в динуклеотидних мотивах CpG (як також називаються «CpG острівцями» у випадку коли вони скупчені у вигляді кластерів). Аномальні профілі метилювання ДНК часто виникають в процесі онкогенезу.
Важливу роль в регулюванні експресії на рівні хроматину грає ацетилювання гістонів. Гістон-ацетилтрансферази (HATs) сприяють дисоціації ДНК з нуклеосом, полегшуючи транскрипцію.

## Регуляція на рівні транскрипції

1: РНК полімераза, 2: репресор, 3: промотор, 4: оператор, 5: лактоза, 6: lacZ, 7: lacY, 8: lacA.
Верх: Експресія гену вимкнена. За відсутності лактози репресор має таку комформацію, що міцно зв'язується з ДНК і блокує транскрипцію РНК полімеразою. Внизу: Експресія гену ввімкнена. Лактоза зв'язується з репресором, через що його конформація змінюється і він розблоковує можливість транскрипції РНК-полімеразою і трансляції генів, що відповідають за метаболізм лактози. Як результат, експресія цих генів буде вимкнена, як тільки концентрація лактози в середовищі зменшиться.

Регуляція транскрипції визначає скільки мРНК буде синтезовано з певного гену. Транскрипція може регулюватись як мінімум п'ятьма різними механізмами.
- Фактори специфічності — це спеціальні білки, які направляють РНК-полімеразу до певних промоторів, підвищуючи рівень експресії таких генів. Прикладом факторів специфічності є сігма-фактори в бактеріях.
- Репресори регулюють експресію генів через зв'язування зі спеціальними контрольними ділянками ДНК, так званими операторами. Репресори унеможливлюють ініціацію транскрипції РНК-полімеразою. Прикладом репресор-залежного контролю експресії генів є лактозний оперон.
- Фактори транскрипції зв'язуються з промоторами певних генів, щоб потім залучити РНК полімеразу до їх транскрипції.
- Активатори підвищують спорідненість між РНК-полімеразою і промоторами певних генів, активуючи їх експресію. Вони можуть робити це напряму або опосередковано, змінюючи локальну структуру ДНК.
- Енхансери — це ділянки ДНК, які зв'язуються з активаторами. Енхансери набагато більш поширені серед еукаріот, ніж серед бактерій.[2]
- Сайленсери — це ділянки ДНК, які, зв'язуючись з певними факторами транскрипції, можуть виключати експресію генів.

## Пост-транскрипційна регуляція
Після того як ДНК була транскрибована в мРНК, ці молекули також є мішенню багатьох регуляційних механізмів які можуть підсилювати або пригнічувати трансляцію білків за їх участю. В клітинах це всі процеси, які передують трансляції мРНК, а саме кепування, сплайсинг та поліаденилювання а також транспорт мРНК до місця трансляції. 

## Регуляція на рівні трансляції
Трансляція мРНК в білок також може бути контрольована багатьма способами, головним чином на рівні ініціації трансляції. Зв'язування мРНК з малою рибосомною субодиницею може бути регульоване вторинною структурою мРНК, наявністю антисенсних послідовностей, РНК-споріднених білків, або комбінацією цих способів. Існує велика кількість прокаріотичних та еукаріотичних РНК-зв'язуючих білків, які часто мають властивість специфічно зв'язуватись з певними вторинними структурами в транскрипті; це в свою чергу перешкоджає асоціації мРНК з рибособними субодиницями, і блокує початок трансляції. Деякі транскрипти, такі як наприклад рибозими, здатні самі контролювати трансляцію самих себе.

## Приклади регуляції експресії генів
- Багато низькомолекулярних сполук здатні ініціювати експресію генів які необхідні для їх метаболізму (переробки)
- Індукція експресії протеїнів теплового шоку (heat shock proteins) в Drosophila melanogaster.
- Віруси, незважаючи на те, що вони мають всього декілька генів, мають вбудовані механізми для регуляції їх експресії. Прикладом є регуляція лізогенної/літичної форм бактеріофага лямбда.
- GAL4 є транскрипційним активатором який контролює експресію генів GAL1, GAL7, and GAL10 які кодують ферменти необхідні для метаболізму галактози в дріжджах. Система GAL4/UAS були використана в багатьох інших організмах для вивчення регуляції експресії генів.[3]

### Біологія розвитку
Вивчення регуляції експресії генів відіграє велику роль в біології розвитку. Наприклад:
* Детермінування статі у Drosophila потребує визначення відношення аутосомних генів до генів розташованих в статевих хромосомах; результатом є контрольована експресія стать-залежних генів, при чому регуляція відбувається на рівні трансляції .

## Методи вивчення
Як правило, більшість експериментів по вивченню різниці в рівні експресії певних генів базуються на екстрагуванні та вивченні клітинних мРНК з клітинної культури або цілого організму. Після цього відносний рівень кожної окремої мРНК може бути визначений за допомогою кількісної ПЦР або ДНК-мікромасивів.
Існують інші методи, які дають змогу вивчити окремо кожну стадію регуляції:
- Локальна структура хроматину та визначення генів, які експресуються в даний момент, може бути досліджена з використанням методів імонуосадження хроматину з антитілами до РНК полімерази II, модифікованих гістонів H3 або інших маркерів транскрипції, антитіла до яких є доступними.
- Епістатичні взаємодії можуть бути дослідженими з використанням аналізу синтетичних генетичних масивів
- Через пост-транскрпційний рівень регуляції, концентрація певної мРНК може бути дуже низькою незважаючи на високу інтенсивність транскрипції. Для вивчення актуального рівня транскрипції доступні методи, що базуються на тіольному міченні.[5]
- Майже вся РНК in vivo існує у вигляді комплексів з регулюючими білками, утворюючи так звані рибонуклеопротеїни. Білкові та нуклеїнові компоненти рибонуклеопротеїнів можуть бути проаналізовані відповідними методами, такими як RIP-Chip. Наприклад, аналіз рибосом-зв'язаних мРНК та рибонуклеопротеїнів дасть уявлення про те які саме гени транслюються в даний момент часу.
- Проетеом клітини, тобто кінцевий вихід контрольованою системи біосинтезу білка, може бути проаналізований методами мас-спектрометрії.